# Festuca arizonica
Festuca arizonica är en gräsart som beskrevs av George Vasey. Festuca arizonica ingår i släktet svinglar, och familjen gräs. Inga underarter finns listade i Catalogue of Life.